# Crossomys moncktoni
Crossomys moncktoni е вид бозайник от семейство Мишкови (Muridae), единствен представител на род Crossomys.

## Разпространение
Видът е разпространен в Индонезия и Папуа Нова Гвинея.